# MØN
MØN est un groupe de post-rock français. Le style musical de MØN emprunte aux bases du post-rock (les dissonances de A Silver Mt. Zion ou les contrastes de Mogwai). Elle  intègre les influences d'artistes tels Rachel's, Tindersticks, Blonde Redhead, la musique répétitive de Steve Reich ou la grandiloquence de Mercury Rev, en y mêlant des harmonies issues du jazz ou du classique.

## Biographie
MØN formé en 2004 de sept musiciens, dont la musique se veut longue et instrumentale, intrigante et nuancée, tendue ou lyrique, et évolue entre rock, pop et classique. La formation MØN séduit le jury du tremplin Le Grand Zebrock. En 2005, lauréat de ce tremplin, MØN donne de nombreux concerts dans des salles variées, dont un à la Fête de l'Humanité. En 2006 sort le premier EP auto-produit du groupe, disponible chez plusieurs disquaires dont la Fnac. Cet album est présenté au public lors d'un concert à la Maroquinerie, et s'est écoulé à presque 1 000 exemplaires[réf. nécessaire]. Dès septembre 2006, MØN entame une série de concerts (Flèche d'or, Scène Bastille…) et le groupe est notamment sélectionné pour figurer sur la compilation Autoproduits Rock Indépendant 2006 de la FNAC.
En 2007, le groupe participe au programme du COACH (suivi et perfectionnement d'artistes), sans interrompre les concerts : La Maroquinerie une nouvelle fois, mais aussi des dates notables à Strasbourg, et Rouen. Le groupe remporte en juin 2007 le Prix Paris Jeunes Talents, sélectionné parmi plus de 100 projets,, et joue en ouverture du Festival Solidays. À la rentrée 2007, MØN publie une nouvelle démo trois titres, et joue au Glazart avec Matt Elliott. 
En janvier 2008, MØN développe son jeu de scènes et de lumières grâce à sa résidence à l'Antipode de Rennes, avec un concert de clôture le 18 janvier 2008. Une tournée fait suite à ce travail, passant notamment par Belfort (FIMU), Bordeaux, Lille ou la Suisse (Berles Rock Festival). En été 2008, MØN enregistre une maquette afin de préparer un nouvel album. Celui-ci est enregistré sous la houlette de Laurent Bichara (Absinthe Provisoire, Andrew Bird…) dans un château breton en janvier 2009 et se nomme "Sikfor Harenstrüp in 326 Øllegårt". Composé de 9 titres, masterisé par Alexis Bardinet à Globe Audio Mastering, il est complètement auto-produit, tiré à 500 exemplaires uniques, dont la pochette est entièrement réalisée à la main par le groupe et numérotée.
Après presque 10 ans de silence, MØN repart une dernière fois sur les routes en mai 2020 pour une dernière tournée.